# مستحرة مائية
المُسْتَحِرّة المائية (باللاتينية: Thermus aquaticus) نوع من البكتيريا سلبية الغرام، الهوائية المجبرة، وهي أليفة الحرارة العالية. تعيش في مياه السخانات. درجة الحرارة المفضلة لديها 70 درجة مئوية.
هذه البكتيريا هي مصدر بوليميراز المستحرة المائية، الإنزيم المستخدم في تفاعل البوليميراز المتسلسل.